# Saremo promossi
Saremo promossi è un album discografico del cantante italiano Fausto Leali, originariamente pubblicato nel 1991.
Il lavoro è stato ristampato nel marzo dell'anno seguente con l'aggiunta del brano Perché?, presentato al Festival di Sanremo 1992, ed inserito in versione classica (come prima traccia) e strumentale (come esecuzione conclusiva).

## Tracce
1. Ad un passo dalla luna
2. Il fiume racconta
3. Prop la mar
4. Hey Too Hot
5. Con la pazienza di Gesù
6. Portatore d'acqua
7. Senza zucchero
8. Il sole a mezzanotte
9. Pillole assassine
10. Guerriero d'amore